# 舞蹈博物館

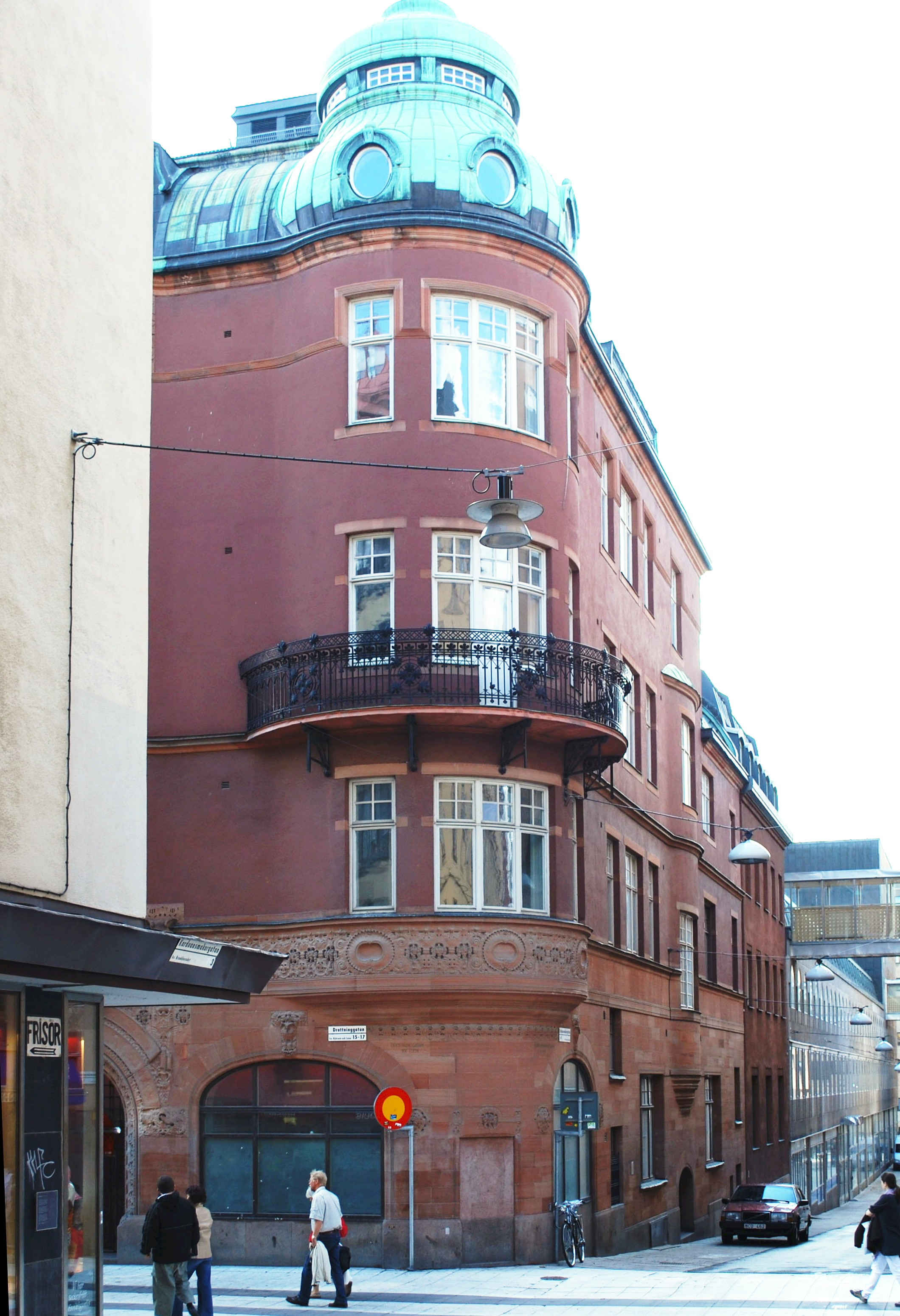

舞蹈博物館（Dansmuseet）是位於瑞典首都斯德哥爾摩的一座博物館，專門收藏展示表演和視覺藝術的展品。這座博物館開業於1953年，最初曾展示大量Rolf de Maré收藏的藝術品。2017年時，舞蹈博物館的館長是Eva-Sofi Ernstell。

## 外部連結
- Dansmuseet, Stockholm, Sweden